# Crucifix no 432

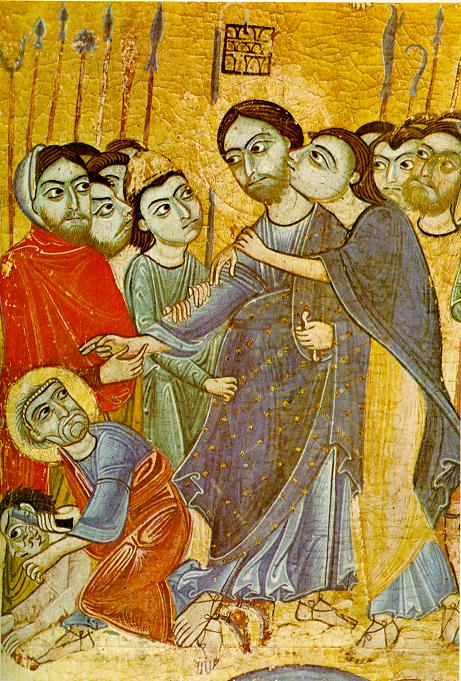
Le Baiser de Judas.

Le Crucifix no 432 ou Crocifisso con storie della Passione e della Redenzione (« Crucifix avec histoires de la Passion et de la Rédemption ») est un  grand crucifix peint  en  tempera et or sur bois, réalisé vers 1175-1200 par un maître anonyme, dont le nom de convention est  Maestro della Croce 432 ; la grande croix peinte est exposée et conservée au musée des Offices à Florence et en constitue l'œuvre la plus ancienne.

## Histoire
Introduit à la Galerie des Offices d'une origine inconnue et présent en 1886 (avec une interruption  entre 1919 et 1948 pour être exposé à la Galleria dell'Accademia de Florence), le crucifix d'origine pisane qui avait subi de nombreux repeints, est restauré en 1960 et en 2013.

## Description
Le crucifix no 432  respecte les conventions du Christus triumphans, Christ mort mais triomphant sur la croix, issue de l'iconographie religieuse gothique médiévale  occidentale (qui sera à son tour remplacé, par le Christus patiens, résigné à la mode byzantine de Giunta Pisano et ensuite, à la pré-Renaissance, par le Christus dolens des primitifs italiens).
Attributs du Christus triumphans montrant la posture d'un Christ vivant détaché des souffrances de la Croix :
- Tête relevée (quelquefois tournée vers le ciel), ici très grandement auréolée, les cheveux retombant en mèches détaillées sur le haut des épaules,
- yeux ouverts,
- corps droit,
- du sang peut s'écouler des plaies.
- les pieds ne sont pas superposés.

### Scènes complémentaires destabelloni
- Les extrémités horizontales de la croix à fond doré affichent Marie et Jean à gauche, à droite (en grande partie endommagé) une femme pieuse est visible (au Sépulcre ?).
- Au-dessus le titulus  à l'inscription détaillée de l'INRI, et une scène effacée à l'extrémité supérieure de la croix.
- En soppedaneo, au pied de la croix, la Montée au Calvaire
- Les scènes des flancs du Christ exposent les épisodes de la Passion du Christ et de la Rédemption : 
  -  Le Lavement des pieds,
  - Le Baiser de Judas
  - La Flagellation
  - La Déposition de la Croix
  -  La Mise au tombeau
  - La Descente aux Limbes